# Gustav und Julius Kelterborn
Gustav und Julius Kelterborn waren ein Brüderpaar, das in Basel im späten 19. und Anfang des 20. Jahrhunderts ein Architekturbüro führte. Ihre Bauten gehören überwiegend zum Späthistorismus, insbesondere zur Neugotik.

## Biografien
Die Brüder waren Söhne des ursprünglich aus Hannover stammenden, seit 1831 in Basel ansässigen Malers Ludwig Adam Kelterborn (1811–1878).

### Gustav Kelterborn

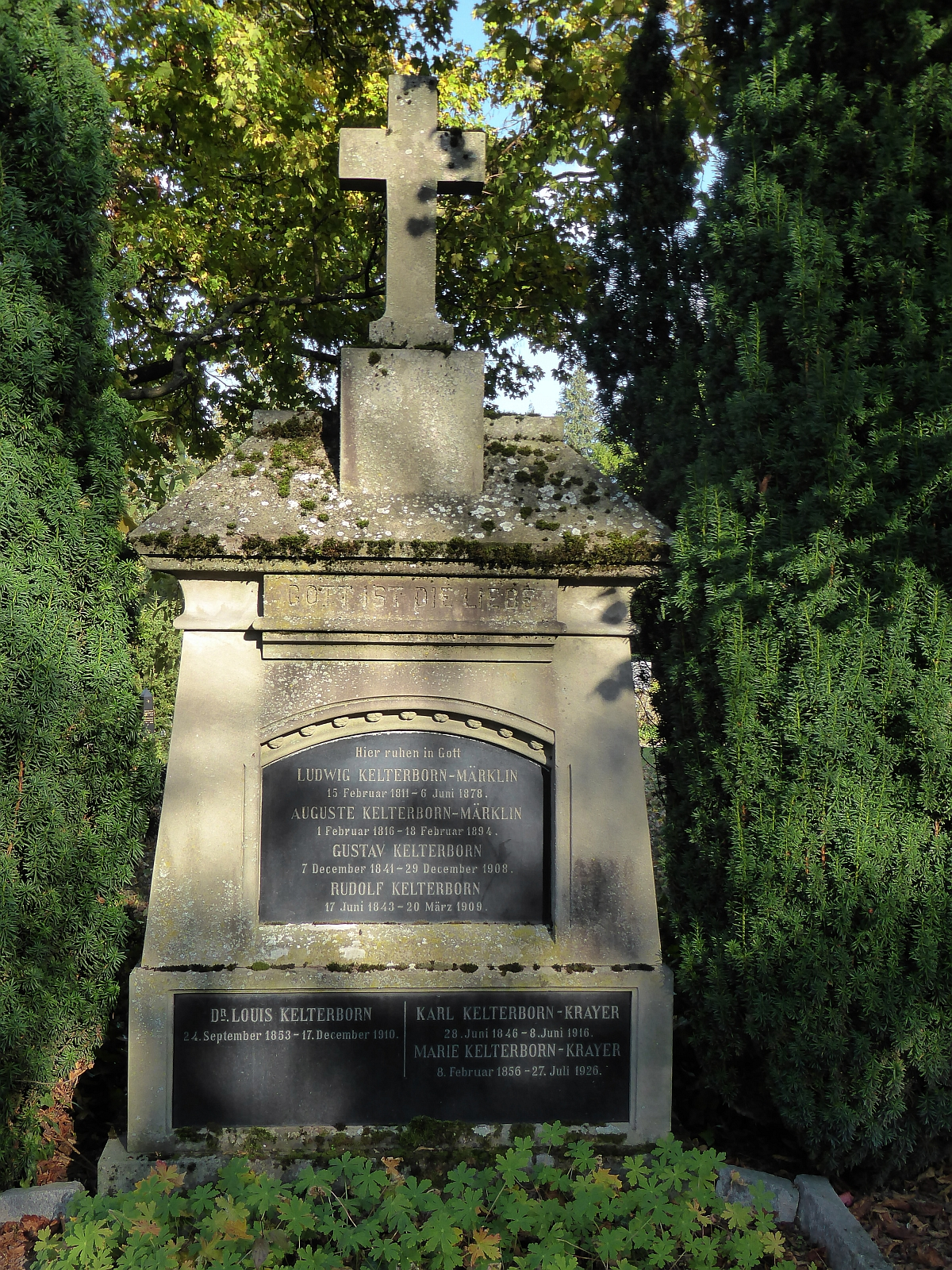
Gustav Kelterborns Grab auf dem Friedhof Wolfgottesacker, Basel

Gustav Kelterborn (* 7. Dezember 1841 in Basel; † 29. Dezember 1908 ebenda) studierte ab 1863 an der Polytechnischen Schule in Hannover. Nach einer Rückkehr nach Basel und Tätigkeit bei Johann Jacob Stehlin dem Jüngeren setzte er seine Studien an der Berliner Bauakademie fort, wo er ausserdem Bauführer des ersten Berliner Aquariums von Wilhelm Lüer war. Darauf folgte eine kurze Tätigkeit in Kassel, bevor er 1872 sein eigenes Büro in Basel gründete.

### Julius Kelterborn

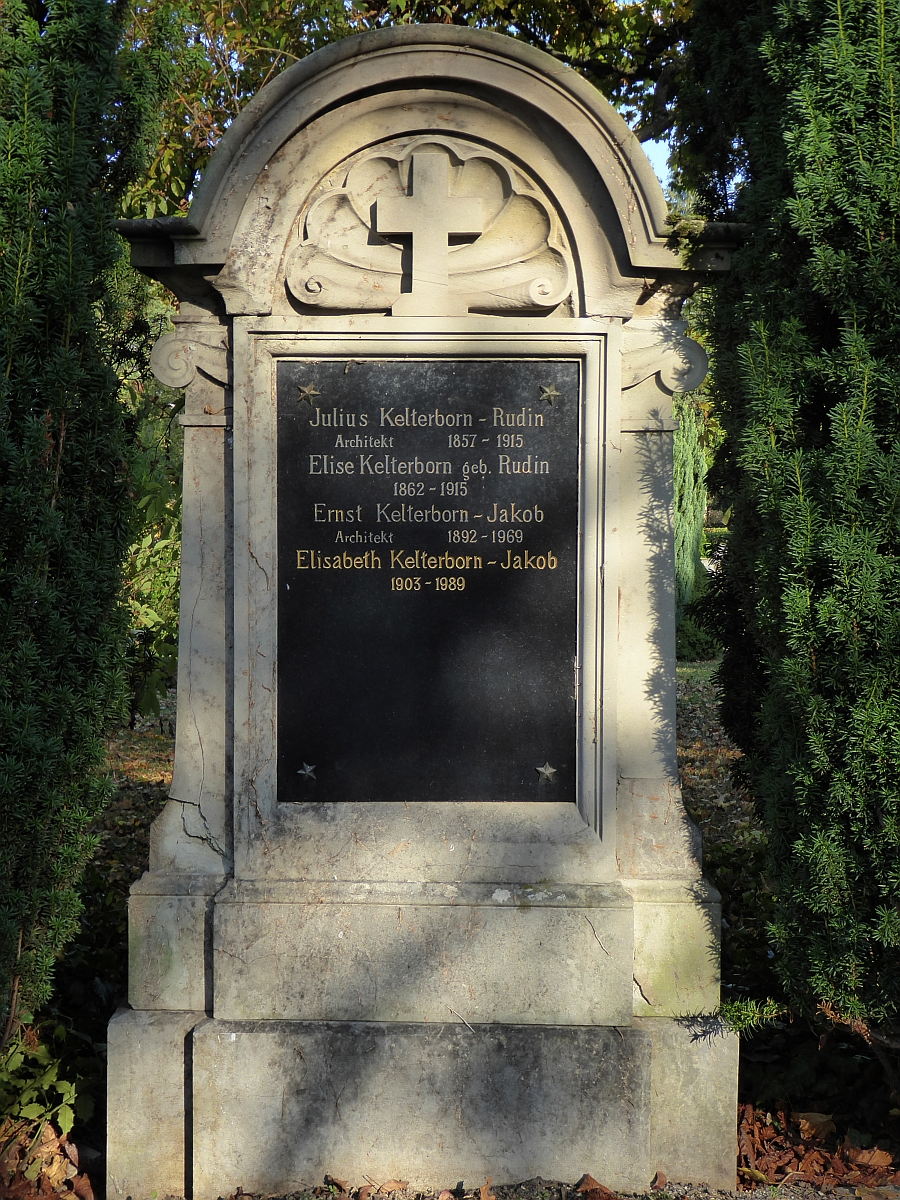
Julius Kelterborns Grab auf dem Friedhof Wolfgottesacker, Basel

Julius Kelterborn (* 11. Dezember 1857 in Basel; † 27. August 1915 ebenda) arbeitete zunächst im Büro seines Bruders, bevor er 1878–1880 am Polytechnikum Stuttgart studierte (unter anderen bei Christian Friedrich von Leins). Ab 1880 war er als Bauzeichner an der Aufnahme des Basler Münsters beteiligt, seine Detailzeichnungen wurden 1895 vom Münsterbauverein veröffentlicht. Nach weiterer Berufstätigkeit ab 1885 im renommierten Berliner Architekturbüro Kayser & von Großheim und einer Studienreise nach Italien im Jahr 1887 schloss er sich 1889 mit seinem Bruder zusammen.
Julius widmete einen erklecklichen Teil seiner Berufstätigkeit verschiedenen Ämtern, der Baukommission, der Baupolizei und der Museumskommission. Ausserdem war er mehrere Jahre Vorsitzender des Basler Ingenieur- und Architekten-Vereins.
Julius Otto Kelterborn heiratete Elisabeth Rudin und hatte fünf Kinder, darunter der Geologe Paul Kelterborn (1894–1950).

## Büro
Von Gustav Kelterborns Ausbildung her am Historismus der norddeutschen Backsteingotik geschult, entwarf das Büro zeit seines Bestehens plastische, asymmetrische Bauten mit den typisch neugotischen Zier- und Bauformen, vielfältigen Dachformen und stark gegliederten Baukörpern sowie den zugehörigen Fenster- und Türformen. Wenige Bauwerke entsprachen der damals eigentlich eher üblichen Neorenaissance, nur die Freimaurerloge dem Neoklassizismus, lediglich das Spätwerk wurde auch vom Jugendstil beeinflusst. Alleine plante Gustav in Basel beispielsweise die neogotische Schlösschen-Villa (Hardstrasse 1), die Erstanlage des ältesten Schweizer Zoos sowie zusammen mit Paul Reber und Kantonsbaumeister Heinrich Reese die Heil- und Pflegeanstalt Friedmatt. Ausserdem war er an der Restaurierung des Münsters und der Predigerkirche beteiligt.
Im gemeinsamen Büro entstanden eine Reihe von Wohn-, Geschäftshäusern und Villen, darunter die Freimaurerloge an der Byfangstrasse, daneben aber auch öffentliche Gebäude (Primarschulhaus am Rhein), die Basler Höhenklinik in Davos, das Fabrikgebäude der Bandweberei Senn & Co. AG sowie das städtische Elektrizitätswerk von 1898, eines der wenigen erhaltenen Zeugnisse der frühen Energieversorgung in der Schweiz. Erhalten ist auch ihre Jugendstil-Tramwartehalle am Aeschenplatz von 1908.

## Werke (Auswahl)
Gustav:

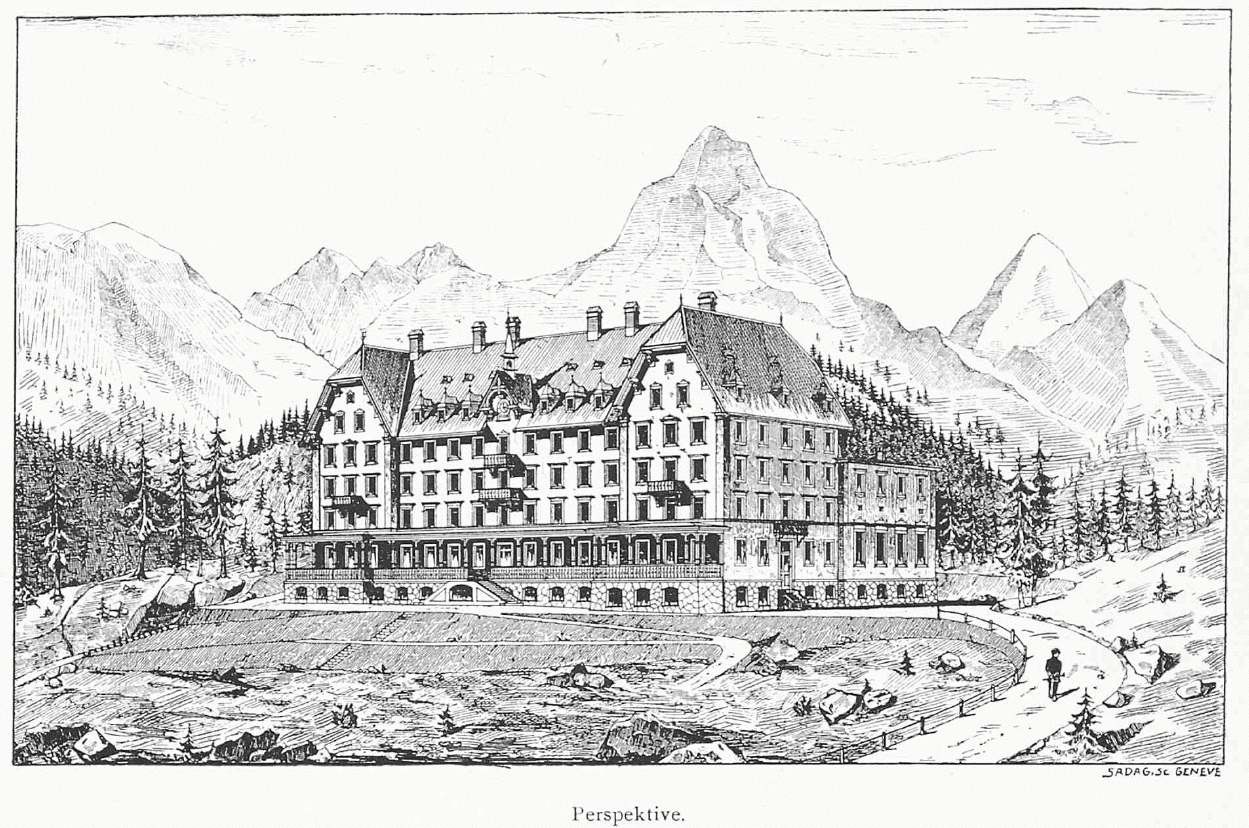
Perspektive der Basler Heilstätte in Davos

- Villa Burckhardt, 1874, Hardstr. 1[3]
- Zoologischer Garten, 1874, Birsigstr. 51[4]
- Heil- und Pflegeanstalt Friedmatt, 1884–1886, Wilhelm Klein-Strasse 27[5]

Gustav und Julius:
- Freimaurerloge, 1889, Byfangweg 13[6]
- Senn'sche Bandfabrik, 1895, Spitalstr. 12[7]
- Basler Heilstätte für Brustkranke, 1895–1896, Baslerstr. 5, Davos[8]
- Geschäftshaus Zum Blauen Mann, 1896, Freie Strasse 44[9]
- Elektrizitätswerk der Stadt Basel, 1898, Voltastr. 29[10]
- Geschäftshaus Zum Goldenen Ort, 1899–1900, Freie Strasse 101[11]
- Primarschulhaus am Rhein, 1899–1902, Unterer Rheinweg 160[12]
- Wohnhaus Wäffler, 1904–1905, Arnold-Böcklin-Str. 11[13]
- Tramwartehalle Aeschenplatz, 1908, St. Alban-Anlage 12a[14]
- Geschäftshaus zum Platanenbaum, 1910, Freie Strasse 72[15]

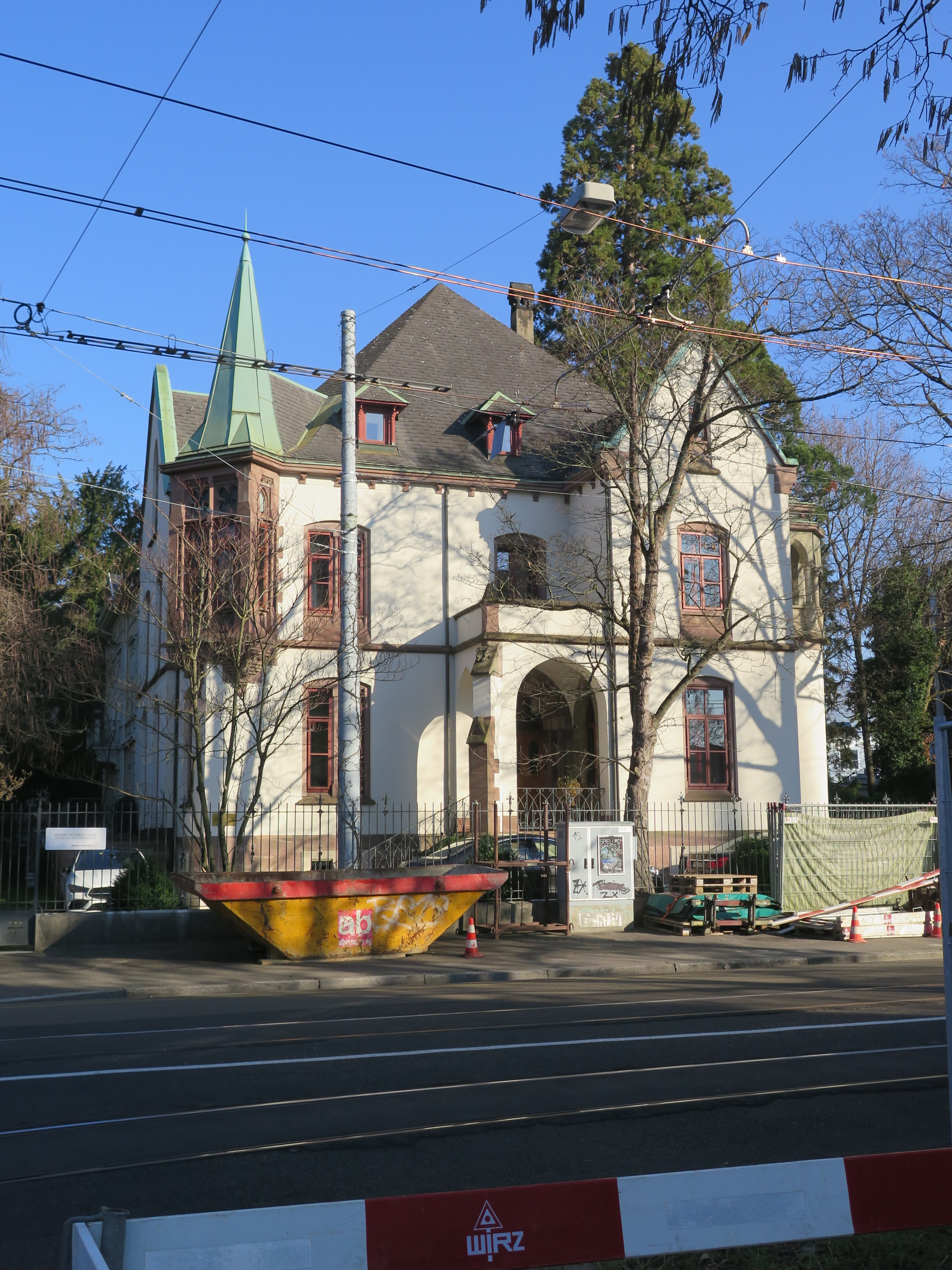
Gustav Kelterborn: Villa, 1873
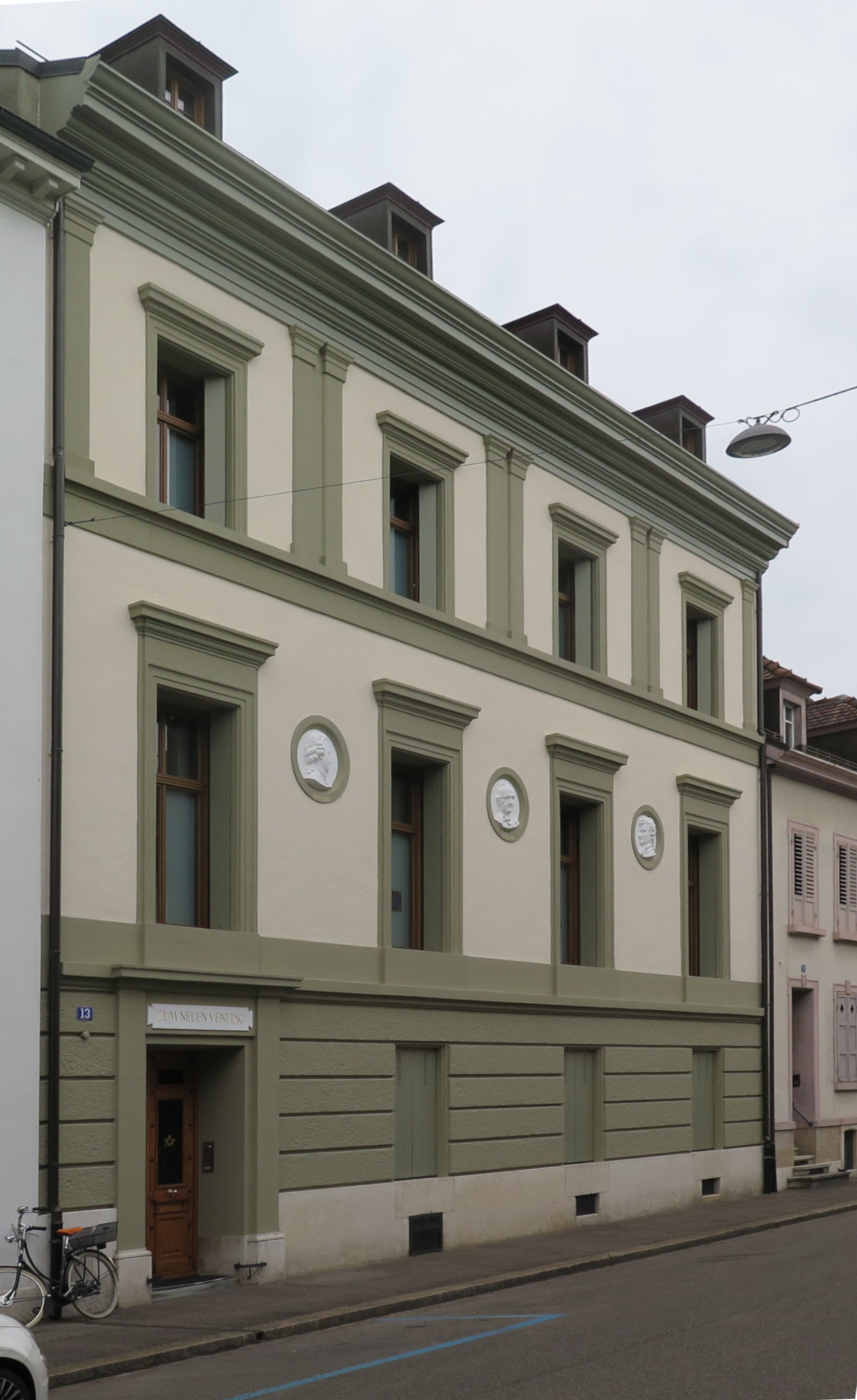
G. und J. Kelterborn: Freimaurerloge, 1889
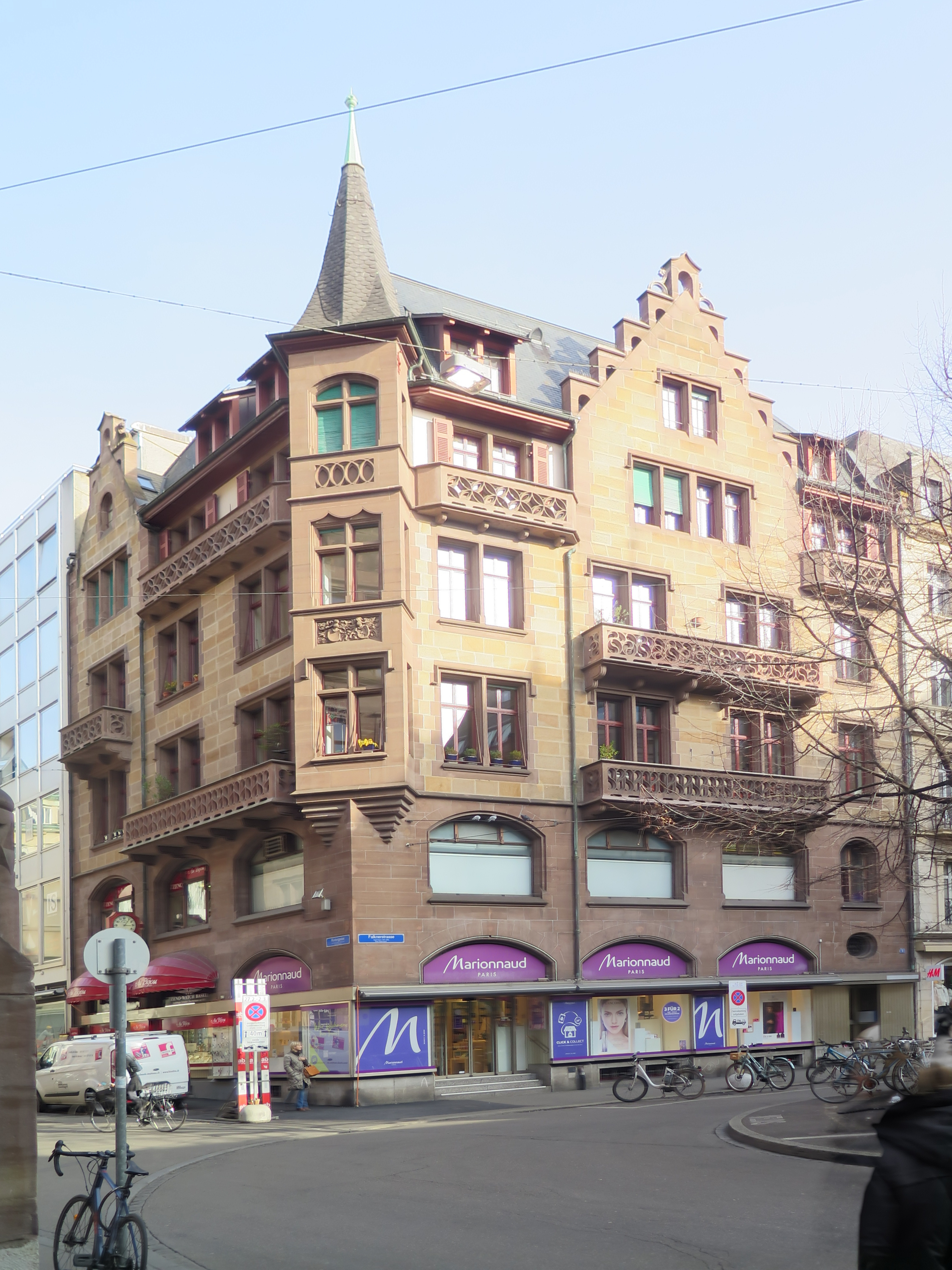
G. und J. Kelterborn: Geschäftshaus, 1899–1900
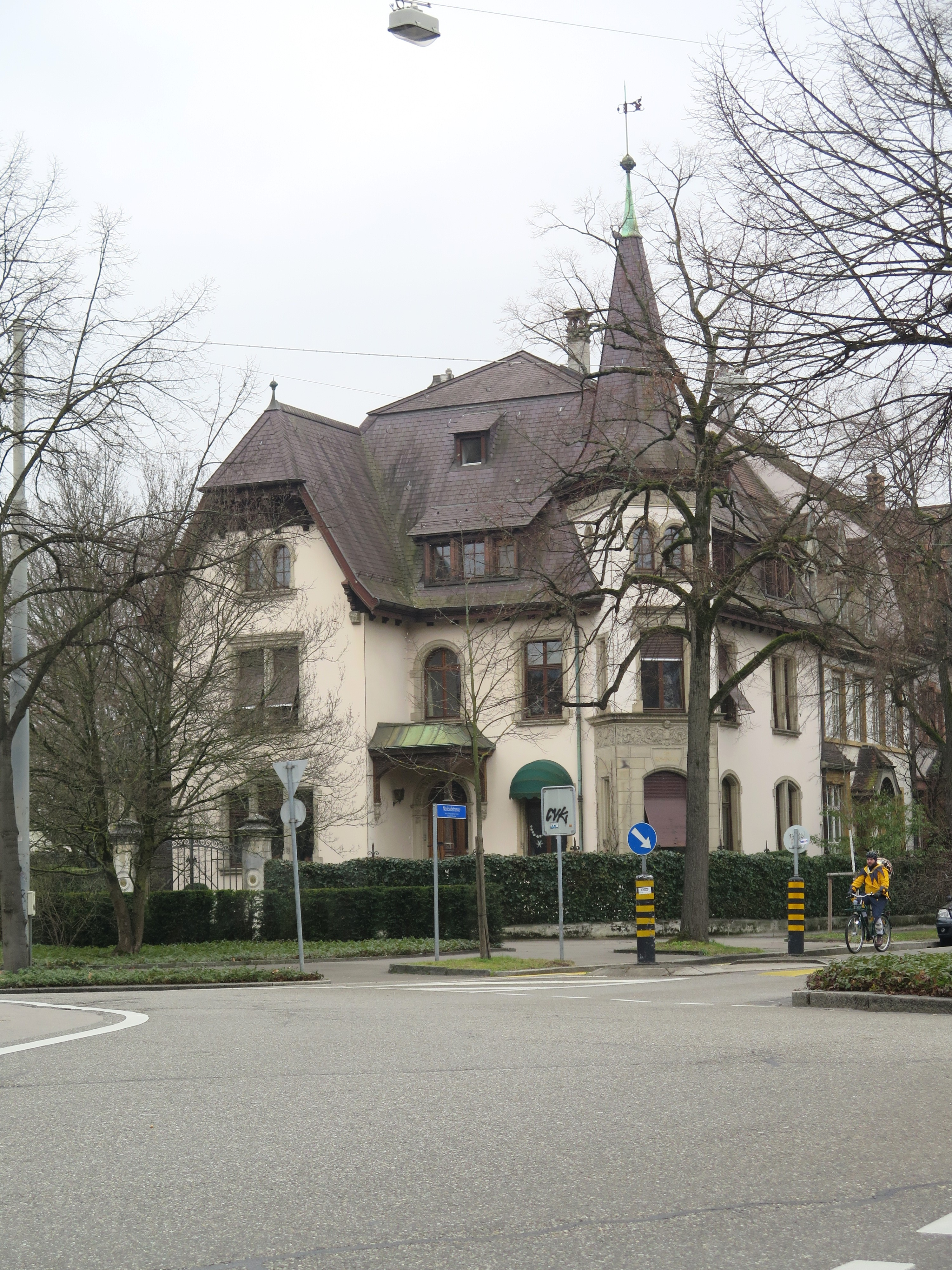
G. und J. Kelterborn: Einfamilienhaus, 1904
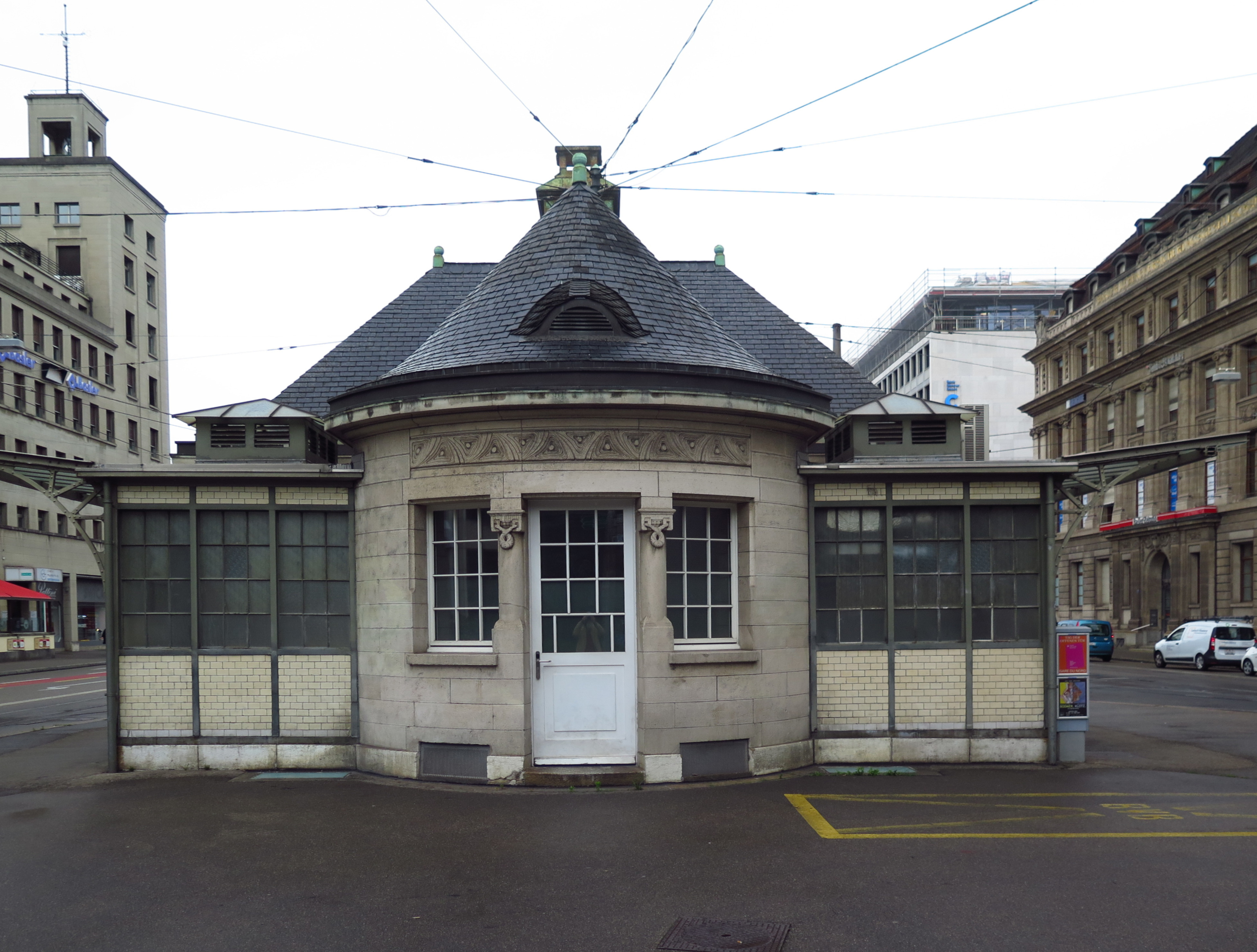
G. und J. Kelterborn: Tramstation, 1908